# واهوپیتیا
واهوپیتیا (به لاتین: Wahupitiya) یک منطقهٔ مسکونی در سری‌لانکا است که در استان مرکزی (سری‌لانکا) واقع شده‌است.